# Arabe coranique
L'arabe coranique est l'état de la langue arabe utilisée dans le Coran. Les études coraniques s’intéressent à la littérature arabe ou non précédant, contemporaine ou postérieure à l'élaboration du Coran, au contexte historique de l'époque où le Coran est apparu, à l'analyse littéraire du texte actuel du Coran.  Au sein de ces études philologiques et afin de mieux cerner l'histoire du Coran, la langue coranique a fait l'objet, en particulier, de nombreuses recherches. Ainsi, la linguistique et ses outils « permettent [...] d’analyser les formes littéraires et la langue du Coran ».

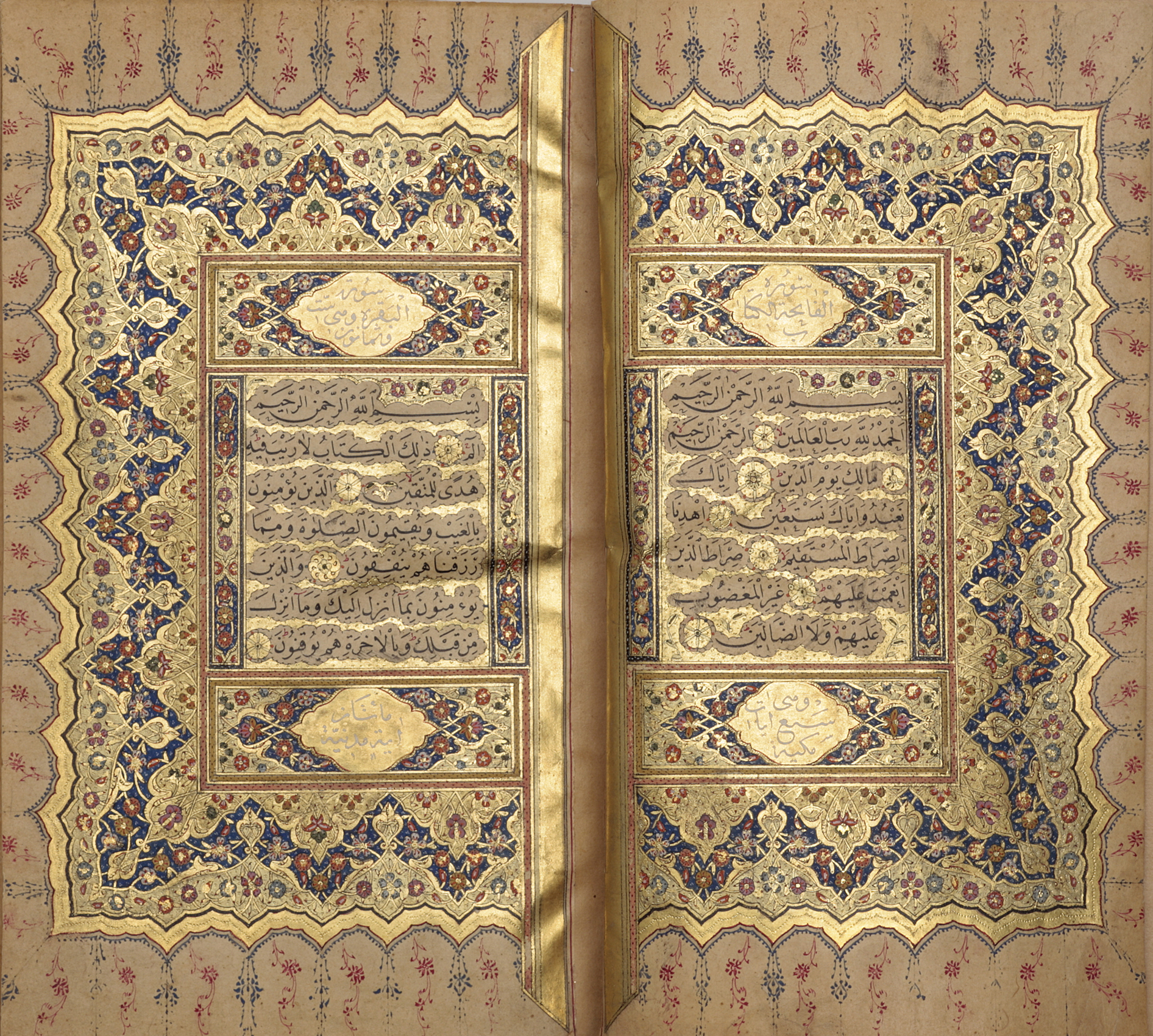
Coran, Khalili Collection Islamic Art, XVIIIe siècle

À partir du texte coranique, s'est mis en place une théologie musulmane défendant l'excellence et la supériorité de la langue arabe. Les recherches sur l'arabe du Coran ont permis de se départir de cette approche théologique et de la vision musulmane de la langue arabe. Il a ainsi été mis en évidence l'inscription de l'arabe du Coran dans une histoire de la langue, après l'arabe préislamique et avant la construction et la canonisation de l'arabe classique, qui n'est issue que partiellement de la langue du Coran. En outre, les influences d'autres langues, appartenant à la famille des langues sémitiques, sur l'arabe du Coran ont pu être mises en lumière.

## Conception théologique de la langue coranique
La langue coranique a fait l'objet d'une conceptualisation par la théologie musulmane avant son étude linguistique et littéraire moderne. Se basant sur la sourate 14 selon laquelle chaque prophète s'exprime dans la langue du peuple auquel il s'adresse, les exégètes ont émis l'idée que la langue coranique était la langue des Quraysh, identique à la langue poétique commune arabe,.
En outre, s'appuyant sur le Coran et sur des justifications dogmatiques, les penseurs musulmans ont fait de cette langue la luga al fusha, la langue arabe classique. Cette mise en avant de cet état de la langue s'inscrit dans le schéma de l'élection divine d'un peuple,. Se basant sur les sourates 16 et 26, les exégètes ont considéré cette langue comme une langue parfaite et pure, qu'ils désignèrent comme devant être « l'arabe classique ». Par extension, ce jugement de valeur sur la langue coranique a rejailli sur la langue arabe en général, considérée par les musulmans comme la langue originelle d'Adam et comme celle parlée au paradis. Cette excellence de la langue coranique, supérieure (selon la tradition) à celle des poètes, est considérée par les exégètes comme une preuve du dogme de l'inimitabilité du Coran.
Karl Vollers (1857-1909), dans son ouvrage Volksprache und Schriftsprache im alten Arabien a été le premier à remettre en cause ce discours, l'association de la langue arabe coranique à la langue classique et à s'interroger sur l'état de l'arabe coranique.

## Les états de la langue arabe: l’arabe préislamique, l’arabe coranique et l’arabe classique
Pierre Larcher fait la distinction entre trois états de langue : l’arabe préislamique, l’arabe coranique et l’arabe classique.

### L'arabe préislamique
Les inscriptions permettent de mieux connaître les langues préislamiques. La langue et l'écriture permettent de distinguer plusieurs groupes d'inscriptions préislamiques. Le premier groupe est composé des langues assimilées aux « parlers arabes » (ou « très comparable à l’arabe »), appelées « nord-arabiques », et des inscriptions sudarabiques, le second est composé de textes en arabe hétérogène (comportant des araméismes ou des sabéismes), "dans des systèmes d’écriture soit nord-sémitiques, soit sud-arabiques" et le troisième des textes composés et écrits en arabe.
Se basant sur deux critères (forme de l’article et forme dérivée du verbe), Chistian Robin date les premières inscriptions en arabe aux alentours de 200 av. J.-C. Au Ier siècle av. J.-C. est attesté le plus ancien texte en langue arabe : une stèle funéraire de ‘Ijl. Elle n’est, en revanche, pas inscrite en écriture dite « arabe ». La première inscription en arabe et en écriture arabe (donc du troisième groupe) provient du wadi Ramm et semble dater de 300 ap. J.-C. D'autres ont été trouvées à Umm al-Gimal ou à Zabab, près d'Alep. Ces premières inscriptions en écriture et langue arabe viennent principalement du Nord, vers la steppe syrienne,. La plus ancienne inscription portant une datation est celle de Gabal Usays et date de 528-529.Une inscription particulière avait attiré l’attention de Christian Robin : l’hymne de Qaniya, entre l'arabe et le sudarabique.
L'étude des fragments de prose remontant à la période préislamique a permis de relever de nombreuses formes linguistiques et stylistiques similaires à celles retrouvées dans le texte coranique. Ces fragments ne sont cependant attestés que sous la forme d'inscriptions ou de graffiti. Les grammairiens arabes de l'époque islamique ont décrit la langue arabe selon un schéma de cheminement vers la création d'un arabe unifié. Sans être « un tableau de la situation linguistique ancienne », ces sources permettent de montrer l'existence de dialectes régionaux.

### L'arabe coranique
L'histoire ancienne du Coran montre une évolution vers l'unité de celui-ci avec la disparition des variations qu'attestent, entre autres, les manuscrits de San'a. Cette unité ne sera obtenue que lors de l'imposition par Abd al-Malik du coran officiel, appelé par convention d'"Uthman". Les premiers corans ressemblent au matériel épigraphique préislamique, avec un rasm sans vocalisation et une apparition progressive des diacritiques. Plusieurs traits de cette langue peuvent être remarqués par le linguiste. C'est le cas du phénomène de waqf (pause). La suppression de la voyelle final brève montre une similitude avec le matériel épigraphique puisque le Coran utilise cette qafiya muqayyada, rime liée présente dans la poésie préislamique, même si une « langue de bois » refuse d'utiliser ce terme et préfère celui de fasila.
En 1991, Diem voyait l'évolution de la langue arabe comme un passage d'une langue à flexions vers une langue où celles-ci disparaissent pour donner une plus grande importance à l'ordre des mots. Cela interroge sur certaines formulations du Coran, comme Q20:63, qui pourrait être un effet stylistique modifiant volontairement les règles ou une erreur linguistique « et, en ce cas, à interpréter historiquement comme l’indice d’une évolution en cours ou, sociolinguistiquement, comme une pseudo-correction (le néo-arabe retenant le seul cas régime de la flexion diptote de l’ancien arabe) ? » Larcher doute néanmoins d'une évolution aussi uniforme, et le Coran possède des passages montrant une langue flexionnelle et d'autres sans flexion.
Pour F. Deroche, « depuis le XIXe siècle, les linguistes qui ont analysé le texte ont pris leurs distances avec [le] point de vue [selon lequel le Coran est la langue des Quraysh et la langue poétique commune] dont le fondement est purement théologique ». Deux théories principales sont aujourd'hui avancées. La première est de voir dans la langue du Coran la koinè poétique arabe classique (‘arabiyya) avec quelques particularités dialectales. La seconde est d'y voir le dialecte de La Mecque devenu la langue poétique classique par la suite et retravaillée par les philologues. De nombreuses hypothèses ont été avancées au cours de l'histoire de la recherche entre langue dialectale, langue commune ou langue réinterprétée à partir d'un original non-arabe. Il fait consensus au XXIe siècle que la langue du Coran et celle de la poésie ancienne sont différentes des dialectes pratiqués par les différentes tribus. Néanmoins, la distinction entre une langue classique et des dialectes a été abandonnée par les philologues et pour Larcher, « la koinè poétique est donc un mythe : elle représente une rétroprojection de l’arabe standardisé sur le passé de la langue ». Ernest Kauf défend l'existence d'une triglossie de la langue arabe, avec une langue des marchands, une langue poétique et une langue dialectale. Ces différents états de langue doivent néanmoins être perçus comme une étape finale d'un processus évolutif.
Pour Zahniser, "la langue du Coran original offre un domaine fascinant pour des recherches ultérieures." L'auteur considère que par la découverte de nouveaux matériels et la reprise de ceux déjà connus, par l'étude des dialectes, par des recherches sur les récitations, par un retour au Coran et par le nuancement de l'unicité du texte coranique, de nouvelles découvertes sont à prévoir. Ainsi, si le Coran est présenté comme le premier texte arabe en prose, il partage des caractéristiques avec des textes préislamiques en prose.

### La création de l'arabe classique
Larcher ne définit pas l'arabe classique comme une étape historique mais comme une « variété de prestige et […] norme scolaire »). L'auteur fait ainsi la remarque que « l'arabe coranique présente, dans tous les domaines (phonologie, morphologie, syntaxe, lexique, orthographe), un certain nombre de traits qui, ou bien ne sont pas ceux de l’arabe classique, ou bien ne seront pas retenus par ce dernier ». Hicham Djaït fait remarquer que les règles de la linguistique et de la grammaire arabe ont été fixées au IIe siècle, après la révélation coranique, aussi, la plus grande partie du Coran est conforme à ces règles mais y échappe de temps en temps. Il en conclut que ces différences (que certains qualifient de fautes de grammaire) attestent de l'ancienneté du Coran qui aurait conservé ses traits grammaticaux anciens,.
À partir de l'époque omeyyade, un courant de standardisation et de grammatisation de la langue arabe s’observe dans un contexte politique de tentative de consolidation du pouvoir en place. À cette époque, sous le califat d'Abd al-Malik, se transforme aussi le système d'écriture afin de lever les ambiguïtés des textes alors écrits en arabe, en particulier le texte coranique. Ces mesures ne seront généralisées que petit à petit. Le Xe siècle est une période de canonisation importante, avec la « codification dans pratiquement tous les domaines : grammaire, poésie, littérature, critères pour accepter les traditions prophétiques, exégèse, jurisprudence, théologie, etc. ».
Ainsi, si l’arabe coranique est central dans les premières analyses linguistiques, le Coran, par rapport au « parler arabe » (en particulier des Bédouins) et ensuite à la poésie préislamique, n'a que peu influencé la grammaire arabe dans la rédaction de la première grammaire, le Kitāb de Sībawayh (vers 760- vers 796) contrairement à la grammaire ultérieure où au fil du temps, Coran et hadith finiront par l’emporter sur la poésie. Cette mise en avant de l’arabe bédouin s’explique pour Kouloughli autant pour des raisons politiques (celles de promouvoir une langue peu accessible aux non-arabes et de maintenir une caste de « conquérants ») que religieuses, liées aux traditions de la révélation coranique.

## Langue écrite/langue orale
Le texte coranique est composé d'un rasm et plusieurs "lectures" (entre 7 et 14) en raison du « caractère hyperdéfectif de l’écriture archaïque ». Néanmoins, le caractère unifié du rasm est une idée reçue puisqu'il existe des variations de celui-ci entre le Coran du Caire et celui du Maghreb, deux versions imprimées. Ces variations ne sont pas des variantes de « lectures » et semblent plus présentes dans les manuscrits que dans les versions imprimées. Ces variations posent la question du rapport entre la langue orale et la langue coranique, puisque l'une des deux versions citées par l'auteur (’alif-lām-wāw) de Q72:16 semble montrer une primauté de l'oral tandis que la seconde montrerait une autonomie de l'oral et de l'écrit. Cela montre, en tout cas, que l'oral permet une "homogénéisation[...] d’une hétérogénéité graphique.".
L'auteur souligne la présence de plusieurs oralités. « Même si elles sont gommées, à l’oral, par la récitation, elles n’en constituent pas moins, pour le premier, le signe visible d’une histoire complexe qui, dans une large mesure, reste à faire. Dans la mesure où elles ne sont pas forcément libres, mais conditionnées en quelque manière, elles incitent le second à des hypothèses neuves sur les rapports non moins complexes de l’oral et de l’écrit dans le Coran ». Angelika Neuwirth considère que s'il ne faut pas considérer le Coran comme un document d'origine strictement écrite, il faut étudier les sourates au cas par cas puisque certaines monteant des signes d'oralité, et qu'autres peuvent être des compositions écrites. En outre, on doit être prendre en compte que le Coran avait vocation à être récité;

## L'arabe coranique dans un contexte multilingue
Selon le verset 195 (S.26), le Coran est écrit en « langue arabe claire ». La tradition comprend et traduit ce terme mubīn par « clair » ou encore « pur ». À propos du premier terme, « clair », la racine byn du mot mubīn « renvoie au sens d'expliquer, de clarifier. Que signifie le fait d'accoler ce qualificatif à la langue arabe ? Sommes-nous en droit d'en conclure que la langue arabe pouvait ne pas être mubīn, claire ou explicite ? Dans ce cas, une première hypothèse consisterait à dire que la langue arabe était multiforme et que certaines de ses formes étaient plus accessibles à la compréhension commune que d'autres. Une autre hypothèse consisterait à dire que l'usage même de la langue arabe pouvait prêter à des variations suffisamment importantes pour en rendre la compréhension plus ou moins difficile aux auditeurs. Quoi qu'il en soit, la question est posée. » Le deuxième terme « n'a aucun sens linguistiquement et historiquement » puisqu'« il n'y a aucune raison de penser que l'environnement dans lequel naît le Coran n'était pas, d'une façon ou d'une autre, multilingue (l'ensemble du Proche-Orient l'était) — autrement dit, il convient de reconnaître la présence de nombreuses traces de bilinguisme/multilinguisme dans la langue même du Coran ». S'appuyant sur une recherche de Luxenberg, Claude Gilliot traduit ce terme par « élucidé »/ « rendu clair ». Pour l'auteur, ce terme est lié au Coran qui « explique/interprète/commente des passages d’un lectionnaire en langue étrangère ».
L'arabe est une langue de la famille des langues sémitiques. Composée d'environ 70 langues, cette famille est présente principalement au Proche-Orient. Cette langue appartient à la sous-famille des langues sémitiques du Sud-Ouest ou pour d'autres chercheurs, à la sous famille centrale comportant l'araméen et l'hébreu.

### Des emprunts à des langues non-arabes
L’origine des emprunts coraniques s'étend grandement dans le temps et l'espace, depuis l’Empire assyrien jusqu’à l'Empire byzantin. Elle englobe toutes les langues des pays limitrophes de l’Arabie, celles qui appartiennent à la famille sémitique : l’akkadien, l’araméen, l’hébreu, le syriaque, l’éthiopien, le nabatéen, le sudarabique, et les langues non sémitiques des Empires grec, romain et perse. au grec... Amir-Moezzi fait remarquer que certains mots du Coran étaient déjà considérés comme obscurs au VIIe siècle.
De plus, les plus anciens théologiens ont été les premiers à avoir trouvé que certains mots ont une origine étrangère, comme Al Safii (m. 820) qui insista sur la langue arabe du Coran, stipulée par le texte lui-même. Al-Suyūtī, qui dénombre 138 mots non-arabes dans le Coran, « est le premier à adopter une classification des emprunts par langues d’origines », avec des emprunts à l'hébreu, au syriaque ou au nabatéen. La position d'Al-Suyūtī concilie deux points de vue : d'une part, le Coran contient des mots à racine d'origine étrangère, mais d'autre part, ces mots ayant été intégrés à la langue arabe, ils sont arabes. Cette arabisation des termes permet de défendre théologiquement la pureté de la langue coranique.

Selon Catherine Pennachio, la reprise des termes n’est pas un simple transfert ou forcément une influence subie. Elle explique que « certains emprunts anciens ont acquis un sens technique nouveau sous l’influence de l’islam et des autres religions, d’autres ont eu le temps de générer des formes dérivées. » Certains termes d’origine hébraïque ou akkadienne peuvent ainsi avoir transité et parfois pris un sens nouveau, via l’araméen et / ou le syriaque, avant d’être repris dans le Coran. Arthur Jeffery, en 1938, effectue en une synthèse des travaux des savants musulmans (principalement Al-Ǧawālīqī, m1145 et Al Suyuti) et des islamologues (en particulier A. Geiger, Rudolf Dvorak, T. Nöldeke) et établit une liste de 275 mots d’origine étrangère dans le Coran. Plus récemment, Penacchio fait une recension critique de l’ouvrage, qu’elle appelle à actualiser :

« Les découvertes linguistiques du XXe siècle, notamment l’ougaritique en 1928 et l’épigraphie nordarabique et sudarabique, qui révèlent des milliers d’inscriptions, nous invitent à un nouvel examen des emprunts lexicaux coraniques. L'objectif est de repositionner ces emprunts dans leur contexte politique et socioculturel, à la lumière de tous les matériaux disponibles : les textes, l'épigraphie, l'archéologie, la linguistique et l'histoire même de ces termes qui ont été très peu étudiés pour eux-mêmes. L'enjeu est majeur, puisque les couches successives d'emprunts dans la langue arabe constituent des traces historiques des contacts des populations arabes avec leur environnement. »

— Les emprunts lexicaux dans le Coran. Les problèmes de la liste d'Arthur Jeffery. Catherine Pennacchio. Bulletin du centre de recherche français à Jérusalem, 2011.

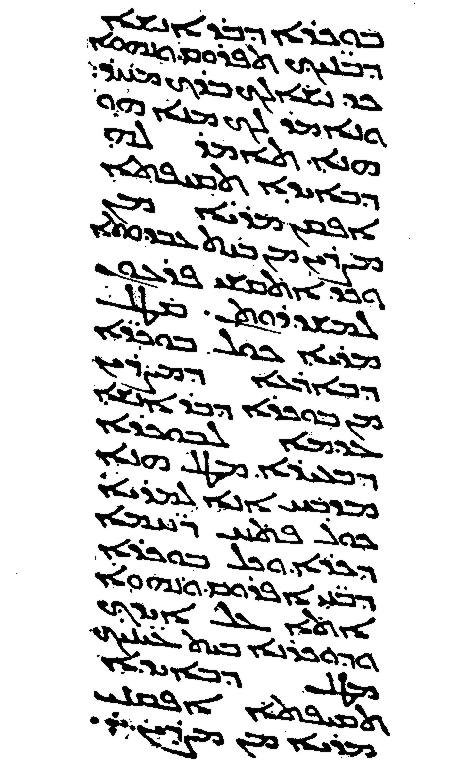
Manuscrit de la British Library Add. MS. 14,425, extrait de la Peshitta, Bible en syriaque, Ve siècle

### Un texte influencé par la littérature non-arabe
Tor Andræ est un des premiers à noter l’importance du syriaque comme lien entre le Coran et la littérature chrétienne. Il note la proximité du thème des houris avec l’allégorie de la chambre nuptiale des textes d’Éphrem le Syriaque. Après lui, Alphonse Mingana, pose que 70 % des termes d’origine étrangère dans le Coran proviendraient de cette langue. Le philologue Christoph Luxenberg, renouvelle en 2000 l’intérêt du syriaque pour l’étude du vocabulaire coranique. À l'aide de sa méthode, Luxenberg affirme que certains passages coraniques seraient mal interprétés : ainsi, le mot houri signifierait-il raisins blancs, et non pas vierges aux grands yeux.. Sa thèse générale voudrait que le Coran soit une simple adaptation de lectionnaires utilisés dans les Églises chrétiennes de Syrie, un travail de plusieurs générations pour donner le Coran que nous connaissons aujourd'hui. Si certains chercheurs ont critiqué la méthode ou l'approche de Luxenberg comme Pennachi. qui juge son approche « extrême », d'autres l'ont accueillie avec enthousiasme,. Si ses propositions « apportent parfois de bonnes intuitions ou des solutions à des passages difficiles » d’après Emran El Badawi, son travail apporte de nombreux problèmes, notamment par son approche uniquement philologique, qui oublie l’aspect littéraire du Coran et ne fournit pas de corpus syriaque précis qui pourraient être à l’origine des emprunts. À l'inverse, pour Gilliot, à propos d'une référence aux textes d'Éphrem le Syriaque, « c'est surtout la nouvelle compréhension et l’arrière-plan syriaque que Luxenberg donne […] qui frappera les esprits »
En réponse à Luxenberg, qui considère que le Coran tout entier est la reformulation d'un sous-texte syriaque, Walid Saleh « affirme par ailleurs que la préoccupation obstinée pour la question de l'extranéité du vocabulaire coranique a incontestablement entravé le développement d'une approche de l'analyse du Coran dans laquelle son caractère littéraire est pleinement apprécié » . Saleh considère qu'il est une erreur de postuler sur les origines étrangères probables des éléments lexicaux du Coran en utilisant les réflexions des exégètes classiques comme base pour lancer de telles enquêtes. De plus, Andrzej Zaborski avait aussi exprimé des réserves quant à la question de savoir s'il était prudent d'accorder plus d'importance aux arguments étymologiques qu'au contexte lors de l'examen du sens des mots. La crainte est que sous l'influence et la pression des arguments étymologiques, une approche procrustéenne a été adoptée pour définir certains éléments du vocabulaire coranique. Néanmoins, Saleh met en garde contre les exégètes qui, sans conserver une indépendance, ont contourné l'étymologie à des fins idéologiques et religieuses. Au-delà de l'aspect essentialiste de cette thèse, « Les tentatives d'atténuer la signification de l'érudition philologique islamique classique privent l'étude des premières stratégies exégétiques d'un contexte important ».
L'étude du vocabulaire coranique continue à susciter un grand intérêt. Pour Mustafa Shah, la recherche en philologie biblique a fortement influencé celles sur le vocabulaire coranique, ce qui a permis d'étudier l'histoire des mots et leur étymologie. Bien que ces méthodes demeurent pertinentes, un élargissement des méthodes a pu être observé.

## La question de la poésie préislamique
Larcher considère qu'« avant l’islam, l’arabe n’est connu que par des inscriptions et graffites ». On ne sait encore que peu de choses sur l'histoire de l'élaboration de la poésie préislamique, qui n’est connue qu’à travers des recensions écrites à partir du IXe siècle. Les analystes modernes ont été surpris par « la grande homogénéité linguistique de l’ensemble du corpus ». C’est ce même fait remarquable qui avait suscité des doutes chez certains spécialistes du début du XXe siècle concernant son authenticité.
Ce scepticisme a été rejeté par des spécialistes plus modérés à l’image de Régis Blachère (1952), qui affirme qu’il « est impossible de mettre en doute la représentativité de l’ensemble du corpus ». C’est surtout avec le développement des recherches sur les littératures de tradition orale que l’on a pu mieux comprendre les caractéristiques du corpus poétique préislamique et reconnaître son authenticité au moins relative ». Entre authenticité et inauthenticité, certains auteurs considèrent que « la question de l’authenticité de certains poèmes préislamiques ne peut pas être tranchée (il convient en fait, très souvent, de suspendre le jugement) ».
Certaines caractéristiques linguistiques rapprochent la langue du Coran de celle de la poésie préislamique (rime, syntaxe, usages de formules, ...). Cela a été utilisé comme argument par « les adversaires du Prophète musulman pour dévaloriser son message ». S’il est clair que le texte coranique « rappelle, par de nombreux traits les textes attribués par la tradition à la période antérieure, il est cependant incontestable qu’il a introduit dans la fusha (langue arabe) des éléments nouveaux qui joueront un rôle fondamental dans le développement ultérieur de la langue arabe ». Pour Kouloughli, le Coran a fait « exploser » les cadres mentaux traditionnels de la pensée arabe en intégrant des thématiques métaphysiques, juridiques et idéologiques radicalement neuves. Il ajoute que la variété stylistique du texte servira de modèle à tous les développements littéraires ultérieurs de cette langue.